# NOD2
NOD2 (« nucleotide-binding oligomerization domain 2 »), appelé également CARD15 (« caspase recruitment domain-containing protein 15 ») est une protéine constituant l'un des deux types de récepteur NOD. Son gène est le NOD2 situé sur le chromosome 16 humain.

## Rôles
Avec le NOD1, il contribue à la détection des bactéries intra cellulaire et à leur destruction. Il reconnait ainsi le muramyldipeptide, un peptidoglycane bactérien.
NOD2 active la voie de la prostaglandine E2 et pourrait intervenir, par ce biais, dans la genèse de l'athérome.
Il est exprimé également dans le plaquettes sanguines avec un rôle dans la formation des thromboses.

## En médecine
Certaines mutations de son gène augmentent le risque de développer une maladie de Crohn.